# Chersotis immaculata
Chersotis immaculata là một loài bướm đêm trong họ Noctuidae.